# Qadamgah
Qadamgah o Chasht-Khor (چاشت خور) és un monument rupestre aquemènida en la banda sud-est de la muntanya Kuh-e Rahmat a la província de Fars de l'Iran, a uns 40 km al sud de Persèpolis. Conté tres plataformes amb parets posteriors i escales, i conté cavitats a la paret posterior i una font amb un estany ja secs a la banda de baix. La seua funció ha estat objecte de discussió, i les darreres recerques apunten cap a una funció religiosa associada a l'element sagrat aban (aigua).(1)

## Etimologia
Qadamgah, també transliterat com a Kadam Gah (en persa 'petjada'. Un altre nom local n'és Qadamgāh-e Ali (en persa: قدمگاه علی, literalment 'la petjada d'Ali'). L'estructura també rep el nom de Īvān-e Qadmgāh (en persa: ایوان قدمگاه, literalment 'l'iwan de Qadamgah').(1)
Un altre nom n'és Chāsht-Khār (en persa: چاشت خوار), que també és el nom del poble proper, Chasht Khor.

## Estudis, descripció i funció
El monument, el va descobrir el capità H. L. Wells al 1881, que en va publicar un dibuix del plànol i una secció, però no el va pas descriure. L'estructura i la seua finalitat les analitzaren més tard Forsat-od-Dowleh Shirazi (1854-1920), Louis Vanden Berghe (1954), Giogio Gullini (1964), Mohammad Taqi Mostafavi (1964), Peter Calmeyer (1975), Rémy Boucharlat (1979), Wolfram Kleiss (1993) i Jean-Claude Bessac (2007).

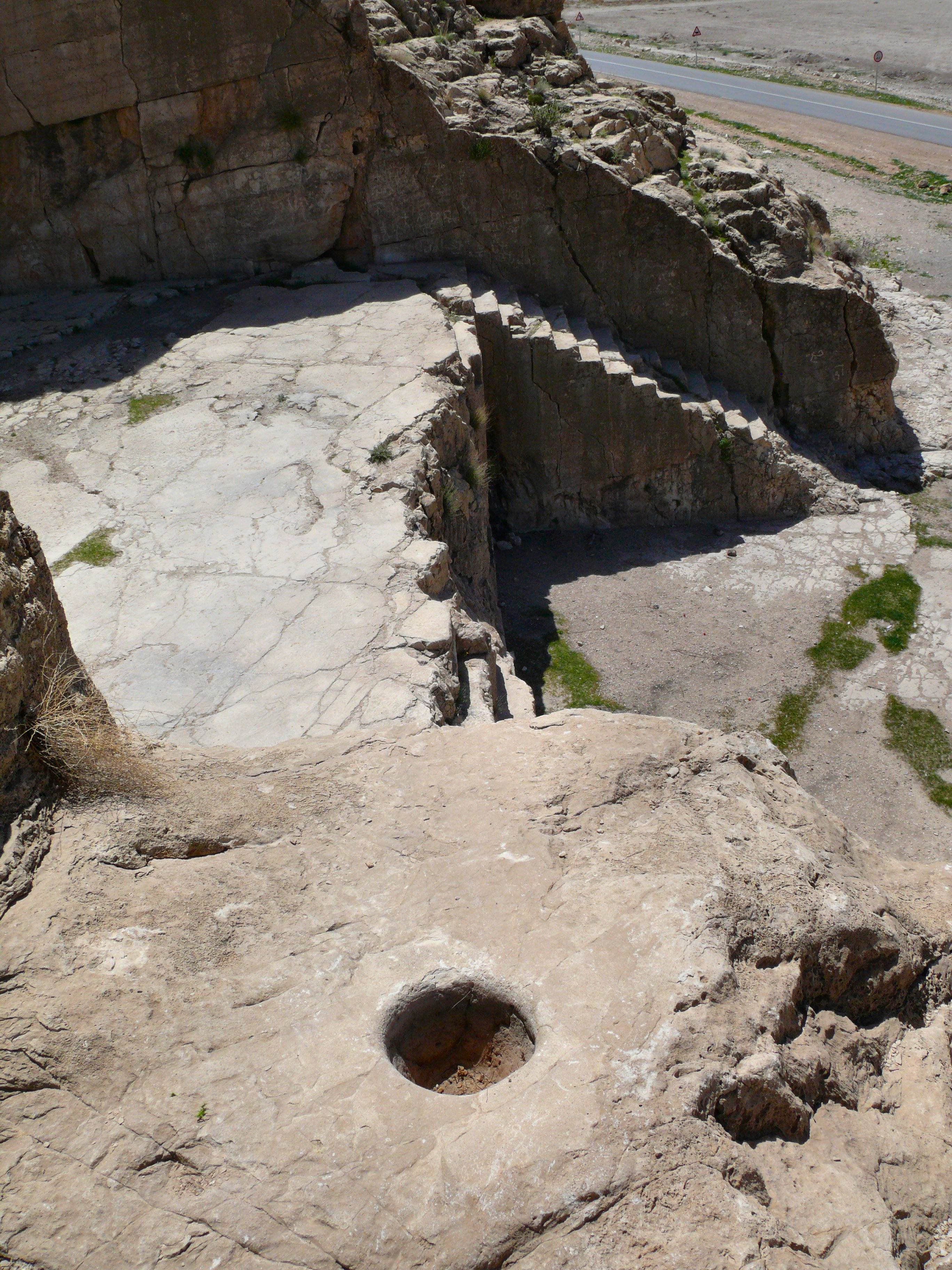
L'escala de la dreta i un dels forats (en primer pla)

L'estructura es va fer tallant verticalment dues terrasses fondes des del cim del vessant rocós de calcària, formant així tres plataformes superposades amb parets verticals per darrere. El monument manca d'estructures construïdes. Davall la terrassa inferior va haver-hi una font, ara seca, que alimentava un estany que donava al monument. Les terrasses tenen 13,50 m d'amplada. La terrassa de baix és a 3 m del terra. La terrassa de dalt, que és 4,25 m més alta, s'uneix a la inferior per dues escales excavades en la roca als laterals. Tres fileres de cinc buits poc profunds s'han tallat en forma rectangular a la paret posterior sobre la terrassa superior. També hi ha diversos forats semiesfèrics poc fondos a la vora de la terrassa superior.
L'estructura data del període aquemènida o del post-aquemènida. S'han proposat hipòtesis sobre la seua funció, com ara una tomba reial inacabada (es compara amb les tombes a prop de Persèpolis; la construcció hauria estat abandonada com l'anomenada «tomba inacabada de Darios III» a Persèpolis Sud), una funció funerària (amb les cavitats com a lloc per als ossos (astōdān)), o una funció de culte.(1) Sembla, però, que l'obra estava acabada, i que les cavitats devien ser cobertes amb lloses de pedra (que podrien haver contingut inscripcions o relleus d'ornamentació). Les recerques de Jean-Claude Bessac afavoreixen una «funció de culte relacionada amb l'aigua» (aban) i la presència de la deu i l'estany, i descarten la funció funerària. Això faria de Qadamgah un lloc de culte aquemènida únic conegut fins hui. També hi ha tauletes cuneïformes d'argila en els arxius administratius de Persèpolis amb possibles referències a aquest indret.
El monument és fràgil i es deteriora a poc a poc. L'únic dibuix publicat del plànol i la secció del monument és el de H. L. Wells. Rémy Boucharlat en Encyclopædia Iranica aconsella "un estudi complet i acurat... i alguna excavació als seus peus».(1)